# Filippine ai XXII Giochi olimpici invernali
Le Filippine hanno partecipato ai XXII Giochi olimpici invernali, che si sono svolti dal 7 al 23 febbraio a Soči in Russia, con una delegazione composta da un solo atleta.

## Pattinaggio di figura
| Gara             | Atleta                     | Programma corto | Programma corto | Programma libero | Programma libero | Totale | Totale    |
| Gara             | Atleta                     | Punti           | Posizione       | Punti            | Posizione        | Punti  | Posizione |
| ---------------- | -------------------------- | --------------- | --------------- | ---------------- | ---------------- | ------ | --------- |
| Singolo maschile | Michael Christian Martinez | 64.81           | 19 Q            | 119.44           | 20               | 184.25 | 19        |